# Большие родники
Большие родники — памятник природы, занесённый в соответствующий кадастр как Особо охраняемая природная территория регионального значения. Общая площадь 1,5 га.

## Описание
Два родника расположены в центре поселения Базарный Сызган (Набережная улица, № 65), на правом берегу реки Сызганки, забраны в стальные трубы, имеются водонапорные колодцы. Напор воды во втором источнике сильно меняется и иногда вода практически не течет или течет очень медленно. В первом роднике напор сильный Родники являются постоянно действующими, выход воды спокойный.

## История
Родники были основными источниками питьевой воды в Сызганской слободе, основанной как сторожевой пограничный пункт на подступах к Симбирско-Карсунской засечной черте в 1638 году стрельцами, прибывшими из Москвы.
В годы Второй мировой войны, выше родников, находилась воинская часть. Солдаты брали воду из источника, ночью возле родников выставляли пост. Струя родника была мощнее.
До осени 2017 года от лунки, из которой течет вода, до земли расстояние оставалось небольшое, приходилось нагибаться, чтобы набрать воды. Родники заиливались. В 2017 году проведено его благоустройство по инициативе Администрации Ульяновской области и МО «Базарносызганский район».
Вода Больших Родников не оставляет накипи при кипячении, способна долгое время сохраниться, не изменяя свои вкусовых свойств. Плотность равна 980 кг/м³, что говорит об отсутствии солей. Физические свойства воды: прозрачная, бесцветная, без запаха с приятным вкусом, осадок незначительный.

## География
Географическое положение: р.п. Б.Сызган. На правом берегу реки Сызганки. Родник находится: 1,0 км к северо- востоку от Базарного Сызгана, 17,9 км к северу от Павловки, 25,4 км к северо-западу от Барыша.

## Геология
Геологические условия выхода воды: пласт наклонный, водоупорный пласт — глина, вода выходит на поверхность из водонапорных колодцев, характер вытекания спокойный. Источники не замерзают зимой. Глубина залегания грунтовых вод равна примерно 17-19 м. Дебит первого источника равен: 2,3 л/с (198 720 л/сутки), а второго источника: 2 л/с (72 800 л/сутки). Высота источника над уровнем воды в реке: 125 см. Вода Больших Родников падает в обустроенный жёлоб и образует ручей, впадающий в р. Сызганку. Рядом с источниками имеются ещё два небольших родничка не столь мощных, но не пересыхающих.

## Геоботаника
Растительность вблизи источника: ольха чёрная, береза, горец, поручейник, василёк русский и др. Особый интерес представляют растения вошедшие в «Изумрудную книгу России», и входящие в список «Изумрудная сеть». Территория родников может претендовать на вхождение в список территорий особого (общеевропейского) природоохранного значения (ТОПЗ), как часть остепнённых склонов реки Сызганка на северо-западной окраине районного центра р.п. Базарный Сызган.

## Антропогенная нагрузка
Родник обустроен, но из-за частой посещаемости около источников периодически скапливается мусор. Территория огорожена металлической оградой, установлены скамейки, цветники. Требуется постоянный уход и регулярная чистка желоба.